# 神宮司訓之
神宮司 訓之（じんぐうじ のりゆき）は日本のメカ・ロゴデザイナー。ZIN STUDIO所属。
「神宮寺訓之」と誤表記されることがある。
アニメ作品を中心に、メカデザインや作品の世界設定及び美術設定、書籍の装幀デザイン、タイトルロゴに至るまでジャンルを問わず幅広く活躍中。

## 特徴
同じアニメの仕事でも、関わる作品によってプロダクションデザイン・ビジュアルコンセプター・コンセプチュアルデザイン・コンセプトデザインなど実に様々な肩書きを持つ（下記「主な仕事」参照）が、これは氏の仕事がそれぞれの作品内において単一の仕事のみではなく、メカデザイン+美術設定等、広く携わっている事が原因である。漫画家のことぶきつかさは高校の2つ後輩にあたる。

## 主な仕事

### 設定・デザイン
- R.O.D -READ OR DIE-（プロダクションデザイン）
- R.O.D -THE TV-（プロダクションデザイン）
- アンドロイド・アナ MAICO 2010（メカデザイン）
- ガン×ソード（ゲストメカデザイン）
- 機動戦士ガンダムSEED（エンブレムデザイン）
- 機動戦士ガンダムSEED C.E.73 Δ ASTRAY（メカデザイン、マークデザイン）
- 銀装騎攻オーディアン（コンセプトデザイン）
- ジオブリーダーズ（スペシャルメカ・デザイン/漫画版6巻以降の設定）
  - 漫画版本編にも「神宮司重工」の兵器開発主任として、本人をモデルとしたキャラクターが登場している。
- 臣士魔法劇場リスキー☆セフティ（メカデザイン）
- スクライド（ビジュアルコンセプター）
- ゼーガペイン（メカニックデザイン）
- トライガン（メカニカルデザイン）
- バトルアスリーテス大運動会（コンセプチュアルデザイン）
- HELLSING（プロダクションデザイン）
- 武装錬金（デザイン協力/サンライトハートのデザイン）
- 宇宙をかける少女（メカデザイン）[1]
- TRIGUN Badlands Rumble（メカニックデザイン）
- 宇宙ショーへようこそ（プロダクションデザイン）
- スクライド オルタレイション（ビジュアルコンセプター）
- アクセル・ワールド（メカデザイン）[2]
- マギ（クリーチャーデザイン）
- 血界戦線（プロップデザイン）
- スクールファンファーレ（武器デザイン）
- 紅殻のパンドラ（メカニカルデザイン、プロップデザイン）
- CYBORG009 CALL OF JUSTICE（メカニックデザイン）
- 虐殺器官（デザインワークス）[3]
- ドールズフロントライン（プロップデザイン）[4]
- LAZARUS ラザロ（プロップデザイン）

### タイトルロゴデザイン
- うた∽かた
- Ergo Proxy
- かみちゅ!
- ガングレイヴ
- ガン×ソード
- キディ・グレイド
- ココロ図書館
- 神秘の世界エルハザード（TV版）
- 超重神グラヴィオン
- 超重神グラヴィオン Zwei
- バブルガムクライシス TOKYO 2040
- BLOOD+
- 俺の妹がこんなに可愛いわけがない（劇中アニメ「ジャスティーン」ロゴデザイン）

### 装幀デザイン
- R.O.D（山田秋太郎・倉田英之）
- イグナクロス零号駅（CHOCO）
- かみちゅ!（鳴子ハナハル・ベサメムーチョ）
- くらクラ（針玉ヒロキ）
- CLOTH ROAD （okama・倉田英之）
- ココロ図書館（高木信孝・黒田洋介）
- 最近のヒロシ。（田丸浩史）
- ササメケ（ゴツボ×リュウジ）
- ジオブリーダーズ（伊藤明弘）
- TRAIN+TRAIN（たくま朋正・倉田英之）
- 成恵の世界（丸川トモヒロ）
- PUREまりおねーしょん（高木信孝）